# Apogon apogonoides
 Apogon apogonoides és una espècie de peix de la família dels apogònids i de l'ordre dels perciformes que es troba des de l'Àfrica oriental fins a les Filipines, Japó, Taiwan i el nord d'Austràlia.
Els mascles poden assolir els 10 cm de longitud total.